# Anna Güell i Torné
Anna Güell i Torné (Sabadell) és una actriu catalana de teatre, cinema i televisió i també directora de teatre.
En televisió ha participat, entre d'altres, a:
- Qui? (1990)
- Agencia de viatges (1993)
- La Lloll (1995)
- Estació d'enllaç (1996)
- Poblenou (1996)
- Laberint d'ombres (1998)
- Jet Lag (2001-2006)
- Porca misèria (2006)
- La Via Augusta (2007)
- Kubala, Moreno i Manchón (2012)
- Com si fos ahir (cap. 276 i següents) (2018)

En cinema ha participat, entre d'altres en les següents produccions:
- 1995 Puro veneno, de Xavier Ribera
- 2000 Gossos, Romà Guardiet
- 2003 Beatriz, Barcelona Claudio Zulián
- 2016 Laia, Lluis Danès
- 2017 Vida Privada, Sílvia Munt

L'any 2007 va rebre el Premi Memorial Margarida Xirgu pel seu paper a El mercader de William Shakespeare i Leonci i Lena de Georg Büchner.